# جوناثان موس
جوناثان موس (بالإنجليزية: Jonathan Moss؛ مواليد 18 أكتوبر 1970) هو حكم كرة قدم إنجليزي، يتولى مهامه بشكل أساسي في الدوري الإنجليزي الممتاز حيث تم ترقيته إلى مجموعة مختارة من الحكام في عام 2011.
وُلِد في سندرلاند، لكنه الآن يُقيم في هورسفورث، غرب يوركشير. وهو عضو في اتحاد مقاطعة ويست ريدنج كاونتي.